# Tiruttani (Taluk)
Der Taluk Tiruttani (Tamil: திருத்தணி வட்டம்) ist ein Taluk (Subdistrikt) des Distrikts Tiruvallur im indischen Bundesstaat Tamil Nadu. Hauptort ist die namensgebende Stadt Tiruttani.

## Geografie
Der Taluk Tiruttani liegt im Westen des Distrikts Tiruvallur im Norden Tamil Nadus. Er grenzt an den Taluk Tiruvallur im Osten, den Taluk Arakkonam des Distrikts Vellore im Süden, den Taluk Pallipattu im Westen und an den Nachbarbundesstaat Andhra Pradesh im Norden.
Der Taluk Tiruttani ist deckungsgleich mit den Blocks Tiruttani und Tiruvalangadu. Seine Fläche beträgt 448 Quadratkilometer.

## Geschichte
Der Taluk Tiruttani gehörte während der britischen Kolonialzeit zunächst zum Distrikt North Arcot und später zum 1911 gegründeten Distrikt Chittoor der Präsidentschaft Madras. Als nach der indischen Unabhängigkeit die Grenzen der Bundesstaaten nach den Sprachgrenzen neu formiert wurden, entwickelte sich die Zugehörigkeit von Tiruttani zur Streitfrage. 1953 war der Taluk Tiruttani noch mitsamt dem restlichen Distrikt Chittoor zu dem aus dem telugusprachigen Nordteil von Madras gebildeten Bundesstaat Andhra gekommen, aus welchem 1956 der Bundesstaat Andhra Pradesh hervorging. Wegen seiner überwiegend tamilischen Bevölkerung wurde der Taluk Tiruttani 1960 aber gemeinsam mit dem Taluk Pallipattu wieder dem mittlerweile nach den Sprachgrenzen des Tamil neuformierten Bundesstaat Madras (1969 umbenannt in Tamil Nadu) zugeschlagen. Der Taluk wurde in den Distrikt Chengalpattu eingegliedert, aus dessen Nordteil 1997 der Distrikt Tiruvallur entstand.

## Bevölkerung
Nach der Volkszählung 2011 hat der Taluk Tiruttani 211.291 Einwohner. 79 Prozent der Bevölkerung lebt in ländlichen Gebieten und 21 Prozent in Städten. Die Bevölkerungsdichte beträgt 472 Einwohner pro Quadratkilometer.
94 Prozent der Einwohner des Taluks Tiruttani sind Hindus, 4 Prozent sind Muslime und 2 Prozent Christen. Die Hauptsprache ist, wie in ganz Tamil Nadu, das Tamil, das nach der Volkszählung 2001 von 74 Prozent der Bevölkerung als Muttersprache gesprochen wird. Daneben gibt es eine größere Minderheit von Sprechern des Telugu, der Sprache des Nachbarbundesstaates Andhra Pradesh, die 23 Prozent der Distriktbevölkerung ausmacht. Unter den Muslimen ist teilweise Urdu (2 Prozent) verbreitet.

## Städte und Dörfer
Zum Taluk Tiruttani gehören die folgenden Orte:
Städte:
- Tiruttani

Dörfer:
| - Agoor - Alamelumangapuram - Arcod - Arumbakkam - Arungulam - Athipattu - Beerakuppam - Cherukkanur - Chinnakadambur - Chinnamandalai - Chivvada - Dharanivarghapuram - Gollakuppam - Gulur - Harichandrapuram - Illuppur | - J. S. Ramapuram - Jagirmangalam - Kalambakkam - Kanchipadi - Kapulakandigai - Karamangalam - Karthikayapuram - Kaverirajapuram - Krishnasamudram - Kuppam - Lakshmivilasapuram - Maddur - Mamandur - Manavur - Marudavallipuram - Murukkambattu | - Muthukondapuram - Nabalur - Nallattur - Nedambaram - Nemili - Orathur - Pakasalai - Palayanur - Panapakkam - Pattabiramapuram - Perikalakattur - Periyakadambur - Ponpadi - Poonimangadu - Rajapadmapuram - Ramapuram | - S. Agraharam - Santhanagopalapuram - Sathuranjaypuram - Sirunguni - Suryanagaram - T. C. Kandigai - Thadur - Thalavedu - Tiruvalangadu - V. K. N. Kandigai - Veerakanellore - Veerakaverirajapuram - Veeraraghavapuram - Velanjeri - Venugopalapuram - Vyasapuram |